# Dido Elizabeth Belle

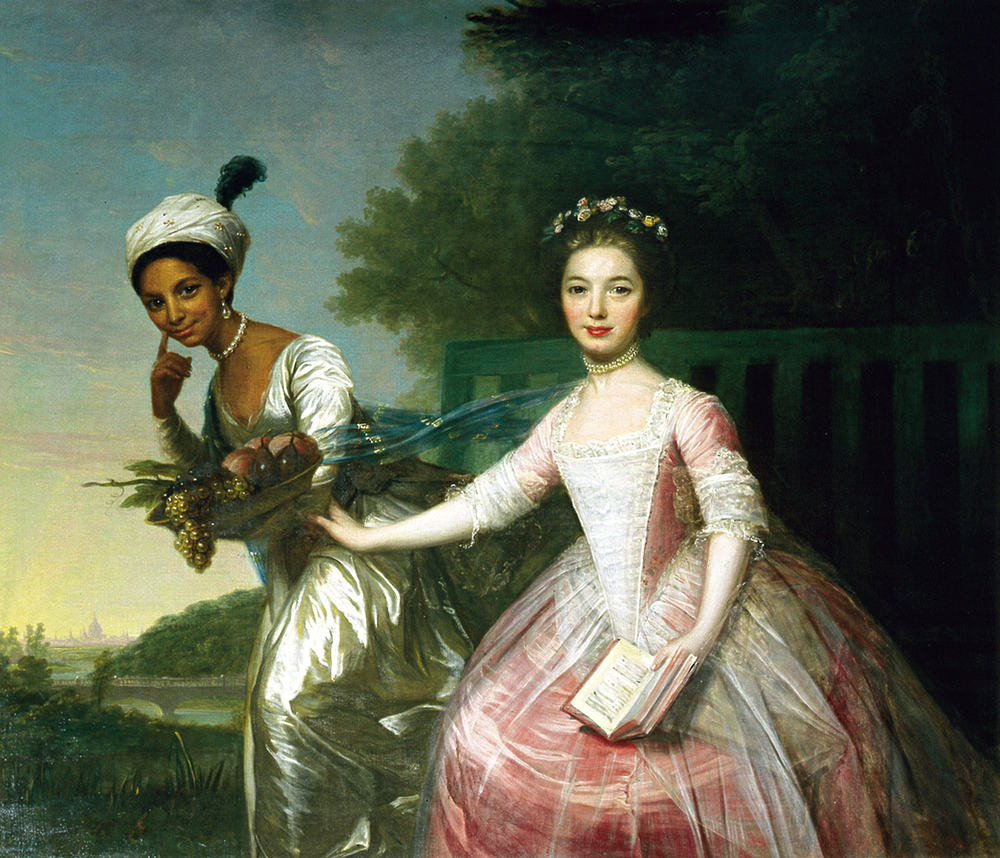
Dido Elizabeth Belle och hennes kusin Lady Elizabeth Murray, 1779.

Dido Elizabeth Belle, född 1761, död 1804, var en brittisk sällskapsdam. Hennes ovanliga liv och oklara legala ställning har gjort henne till föremål för forskning.  
Hon var utomäktenskaplig dotter till amiralen Sir John Lindsay och en annars okänd slav vid namn Maria Belle. Hon föddes i Västindien, men döptes i London, dit hon fördes strax efter sin födelse. Hon placerades av sin far hos hans farbror, politikern William Murray, 1:e earl av Mansfield, för att bli lekkamrat och senare sällskapsdam hos dennes fosterdotter, hennes kusin Lady Elizabeth Murray. I egenskap av dotter till en slav skulle hon legalt sett anses vara en slav utanför moderlandet Storbritanniens gränser. 
Dido Elizabeth Belles ställning påminde om den hos en sällskapsdam då hon blivit vuxen: hon övertog de praktiska sysslor som en överklassdam kunde utföra utan att förlora sin rang, och hon fick också en lön i form av underhåll. Hon fick inte äta med familjen, men närvarade däremot i sällskapslivet i salongen efter middagen. En ovanlig omständighet var att hon utförde sekreteraruppgifter åt politikern Mansfield, något en kvinna vanligen inte gjorde vid denna tid. Hon var till skillnad från sin utomäktenskapliga syster inte inkluderad i faderns testamente 1788. Efter Mansfields död år 1793 blev hon formellt frigiven, något som bekräftar att hon åtminstone i formell mening trots allt hade varit en slav. Hon lämnade då hushållet och gifte sig med en man vid namn John Davinier.    
Forskningen påpekar att det var Earlen av Mansfield som i sin lagtolkning av år 1772 kom att avgöra, att den brittiska lagen i fortsättningen tolkades som ett förbud mot att hålla slavar i moderlandet Storbritannien, även om slaveriet samtidigt var legalt i de brittiska kolonierna.